# Karma Kamaleon
Karma Kamaleon es el quinto álbum de estudio realizado por la cantante mexicana de pop latino Yuri; salió a la venta a mitades del año de 1984, el álbum fue producido por el productor argentino Rafael Trabucchelli; es su última producción realizada con su casa discográfica inicial y también la última producida por el argentino.

## Antecedentes
A finales de 1983, y debido al éxito en México, España y toda Latinoamérica de sus dos anteriores álbumes, Yuri inicia la grabación de su quinta producción con el mismo equipo que sus anteriores discos. Llevando la misma línea que todas las producciones hechas con Discos Gamma, se tomaron covers de éxitos en inglés e italiano.

## Realización y promoción
Esta producción contiene la versión en español del tema “Karma Chameleon” del grupo británico Culture Club. Ya comenzaba a figurar dentro de los créditos de sus discos el nombre de Gian Pietro Felisatti como compositor en los temas “Perdona amor” y “No sé que tienes tú”, además que graba el tema "Sombra de ayer" en italiano.
El tema que le da título al álbum y que fue la punta de lanza, llegó a ser un éxito, pero por su participación y triunfo en el Festival OTI México, se interrumpió la promoción de este disco para promover el nuevo tema de “Tiempos mejores”.
Paralelamente en España salió editado un LP titulado “Ni tú ni yo”.

## Lista de canciones
| Pista | Título                                 | Autor(es)                                              | Duración |
| ----- | -------------------------------------- | ------------------------------------------------------ | -------- |
| 01    | Sombra de ayer                         | M. Larami, Digastaldo                                  | 3:55     |
| 02    | Perdona amor                           | M. Larami, Difelisatti                                 | 3:45     |
| 03    | Chao, cariño, chao (Ciao, amore, ciao) | A. Nuti, C. Loris, Adap.: I. Ballesteros               | 3:46     |
| 04    | Tra-la-la                              | Lenny Macaluso, Adap.: A. Jarrin                       | 2:58     |
| 05    | Quiero ser                             | Omar Alfano                                            | 3:00     |
| 06    | Deja a un lado tu timidez              | Jesús Gluck                                            | 3:09     |
| 07    | No sé qué tienes tú                    | I. Ballesteros, Difelisatti, R. Gigo                   | 2:30     |
| 08    | Qué será (Ci Sara)                     | C. Minellono, D. Farina                                | 3:33     |
| 09    | Karma Kamaleon (Karma Chamaleon)       | O'Dowd, Moss, Craig, Hai, Pickett, Adapt.: E. del Pozo | 4:06     |
| 10    | Ni tú, ni yo                           | I. Ballesteros, Digastaldo                             | 3:20     |